# Ankunft eines Eisenbahnzuges
Ankunft eines Eisenbahnzuges ist ein Dokumentarfilm von Max Skladanowsky aus dem Jahr 1896.

## Handlung
Während ein Personenzug in den Bahnhof Berlin-Schönholz einfährt, betreten die mit der Ankunft beschäftigten Eisenbahner den Bahnsteig und begrüßen den Lokomotivführer mit einem militärischen Gruß an der Mütze. Personen, die Fahrgäste abholen wollen, betreten ebenfalls den Bahnsteig, während die ausgestiegenen Passagiere diesen verlassen. Ein Bahnmitarbeiter leert das Gepäckabteil im ersten Waggon.

## Produktion und Veröffentlichung
Eine 35-mm-Kopie befindet sich in der Deutschen Kinemathek.